# Florence Henderson
Florence Agnes Henderson, född 14 februari 1934 i Dale, Indiana, död 24 november 2016 i Los Angeles, Kalifornien, var en amerikansk sångerska och skådespelerska.
Henderson är mest känd för sin roll som Carol Brady i TV-serien The Brady Bunch med uppföljare.

## Rollista i urval
- 1968–1974 – The Dean Martin Show (TV-serie) (6 avsnitt)
- 1969–1974 – The Brady Bunch (TV-serie) (117  avsnitt)
- 1970 – Song of Norway
- 1976 – Mupparna (TV-serie) (1 avsnitt)
- 1976, 1981 – Kärlek ombord (TV-serie) (2 avsnitt)
- 1982 – Police Squad! (TV-serie) (1 avsnitt)
- 1986, 1990 – Mord och inga visor (TV-serie) (3 avsnitt)
- 1994 – Nakna pistolen 33 1/3 - den slutgiltiga förolämpningen  (cameoroll)
- 1994 – Roseanne (TV-serie) (1 avsnitt)
- 1995 – Singel i stan (TV-serie) (1 avsnitt)
- 2000 – Kungen av Queens (TV-serie) (1 avsnitt)
- 2000 – Saturday Night Live (TV-serie) (1 avsnitt, cameoroll)
- 2007 – Ellen DeGeneres Show (TV-serie) (1 avsnitt)
- 2012 – The Cleveland Show (TV-serie) (1 avsnitt)
- 2012 – 30 Rock (TV-serie) (1 avsnitt)
- 2014 – Trophy Wife (TV-serie) (1 avsnitt)